# Amel Ćeman Ćemo
Amel Ćeman Ćemo (Berane, 20. april 1979) je crnogorski pop-folk pevač.

## Biografija
Rođen je i odrastao u Crnoj Gori, u Beranama gde je završio Srednju Medicinsku školu i jedno vreme radio u lokalnoj bolnici kao medicinski tehničar. Upisao je Medicinski fakultet Univerziteta u Prištini koji je napustio da bi se bavio muzikom. 
Seli se u Beograd, gde ubrzo postaje "kralj splavova" i najtraženiji klupski pevač. Šira javnost ga upoznaje u rijaliti programima Dvor i Farma na RTV Pink. Objavljuje nekoliko singlova, od kojih su kod publike najbolje prošli I opet mislim na tebe, Ljubavi i Ona zna. 2015. godine učestvuje na Pinkovom muzičkom festivalu sa pesmom Veži se polećemo koja je postala radijski hit.

## Diskografija

### Singlovi
- I opet mislim na tebe (2011)
- Ona zna (2011)
- Volela si (2011)
- Ljubavi (2012)
- Veži se polećemo (2015)
- Kraljica noći (2016) duet sa Georg Smiljić
- Da hapse me (2017)
- Bikini (2017)
- Široko (2018)
- Nije kraj (2019) duet sa Indira Radić

### Studijski albumĆemo no1(2013)
1. Dajte mi jednu bar
2. Ona zna
3. Više od života duet Milena Ćeranić
4. Zatvoreno
5. I opet mislim na tebe
6. Zbog tvog bola
7. Ljubavi
8. Volela si
9. Ostani sa mnom

## Spoljašnje veze
- {{#ifeq: |yes|https://www.discogs.com/release/5170318%7CAmel Ćeman Ćemo na sajtu  (jezik: engleski)